# The Russians Are Coming, the Russians Are Coming
The Russians Are Coming, the Russians Are Coming is een Amerikaanse filmkomedie uit 1966 onder regie van Norman Jewison. Destijds werd de film in Nederland uitgebracht onder de titel Daar komen de Russen, daar komen ze aan.

## Verhaal
Tijdens de Koude Oorlog loopt een Russische onderzeeër vast voor de Amerikaanse oostkust. Luitenant Rozanov gaat samen met enkele zeelieden aan land op een eilandje voor de kust van Massachusetts. Al gauw doet daar het gerucht de ronde dat er een Russische invasie plaatsvindt.

## Rolverdeling
| Acteur           | Personage                 |
| ---------------- | ------------------------- |
| Carl Reiner      | Walt Whittaker            |
| Eva Marie Saint  | Elspeth Whittaker         |
| Alan Arkin       | Luitenant Rozanov         |
| Brian Keith      | Commissaris Link Mattocks |
| Jonathan Winters | Norman Jonas              |
| Paul Ford        | Fendall Hawkins           |
| Theodore Bikel   | Russische kapitein        |
| Tessie O'Shea    | Alice Foss                |
| John Phillip Law | Alexei Kolchin            |
| Ben Blue         | Luther Grilk              |
| Andrea Dromm     | Alison Palmer             |
| Sheldon Collins  | Peter Whittaker           |
| Guy Raymond      | Lester Tilly              |
| Cliff Norton     | Charlie Hinkson           |
| Richard Schaal   | Oscar Maxwell             |